# Aktive Kühlung
Bei aktiver Kühlung wird die Wärmeenergie von der zu kühlenden Komponente mit Hilfe eines Lüfters oder einer Pumpe abtransportiert. Sie ist der passiven Kühlung basierend auf der natürlichen Konvektion leistungsmäßig überlegen.

## Aufbau
Im Regelfall besteht eine aktive Kühlung aus folgenden Komponenten:
- Das Kühlmittel kann aus Luft, Wasser oder einer speziellen Kühlflüssigkeit bestehen, welche meist obendrein für eine Schmierung der Bauteile sorgt.
- Ein Lüfter oder eine Pumpe erzeugt einen Kühlmittelstrom, der den wärmeübertragenden Radiator durchströmt und das Kühlmedium auf seine Ausgangstemperatur herunterkühlt, oder aber durch den Luftstrom das zu kühlende Bauteil direkt kühlt.

## Leistungsvergleich
Die folgende Tabelle zeigt am Beispiel von Senderöhren für verschiedene Kühlungsarten den Aufbau der Anode und die maximale spezifische Belastbarkeit.
| Kühlungsart            | Anodenart                                       | max. spezifische Belastbarkeit |
| ---------------------- | ----------------------------------------------- | ------------------------------ |
| Strahlung              | Graphit, Molybdän                               | 10 W / cm²                     |
| Druckluft              | Außenanode aus Cu mit Kühlrippen                | 50 W / cm²                     |
| Wasser- oder Ölkühlung | Außenanode aus Cu, von Kühlflüssigkeit umströmt | 100 W / cm²                    |
| Siedekühlung           | Außenanode aus Cu, Wasser wird verdampft        | 500 W / cm²                    |

Die mit Abstand größte Belastbarkeit ergibt sich bei der Siedekühlung. Hierbei wird sehr viel Energie beim Verdampfen des flüssigen Kühlmediums ausgenutzt, um auf diese Weise eine hohe Leistungsdichte an das Kühlmittel (meistens Wasser) abgeben zu können.

## Funktionsprinzip Flüssigkühlung
Hauptartikel Wasserkühlung
Das Kühlmedium (Wasser, Kühlmittel) wird mit Hilfe einer Pumpe durch diverse Leitungen an das zu kühlende Bauteil befördert. Dort umströmt es entweder das Bauteil direkt oder fließt durch einen speziellen Aufsatz am zu kühlenden Bauteil (z. B. Prozessor in einer PC-Wasserkühlung).
Hierbei nimmt das Kühlmittel die Wärme des Bauteils auf und transportiert sie beim Weiterfließen ab. Das Kühlmittel fließt anschließend (bei nur einer zu kühlenden Komponente) durch den Radiator, der entweder aktiv mit Lüfter oder passiv ohne Lüfter – dafür aber mit vergrößerter Oberfläche – ausgelegt sein kann.
Durch den Radiator kann das Kühlmedium die Wärme an die Umgebung abgeben. Ein Temperaturgefälle ist dazu immer notwendig; je größer das Temperaturgefälle, desto größer die Wärmemenge, die je Zeitspanne und Fläche übertragen werden kann.